# ミヒャエル・ベルナイス
ミヒャエル・ベルナイス（独: Michael Bernays, 1834年11月27日 - 1897年2月25日）は、ドイツの文学史家。
ハンブルク生まれ。言語学者のヤーコプ・ベルナイスは兄である。2人ともラビの子で、ヤーコプは生涯ユダヤ教徒であったのに対し、ミヒャエルは早い時期にプロテスタントに改宗した。
まず法律を学び、後にボン大学、ハイデルベルク大学で文学を学ぶ。1873年から1890年までミュンヘン大学教授。文学史を大学の科目に加えることに貢献した。カールスルーエにて没。

## 業績
- Über Kritik und Geschichte dess Goetheschen Textes (1867)
- Briefe Goethes an F. A. Wolf (1868)
- Zur Entstehungsgeschichte des Schlegelschen Shakespeare (1872)
- 序文、Hirzel, Der junge Goethe, 3巻 (1875)
- Voss訳『オデュッセイア』の編集
- Schriften zur Kritik und Litteraturgeschichte（1895 - 1899, 遺稿集）